# 弗蕾德里克·伊莉莎白 (薩克森-艾森納赫)
弗蕾德里克·伊莉莎白（德語：Friederike Elisabeth，1669年5月5日—1730年11月12日），薩克森-魏森費爾斯公爵夫人，薩克森-艾森納赫公爵約翰·格奧爾格一世的女兒。

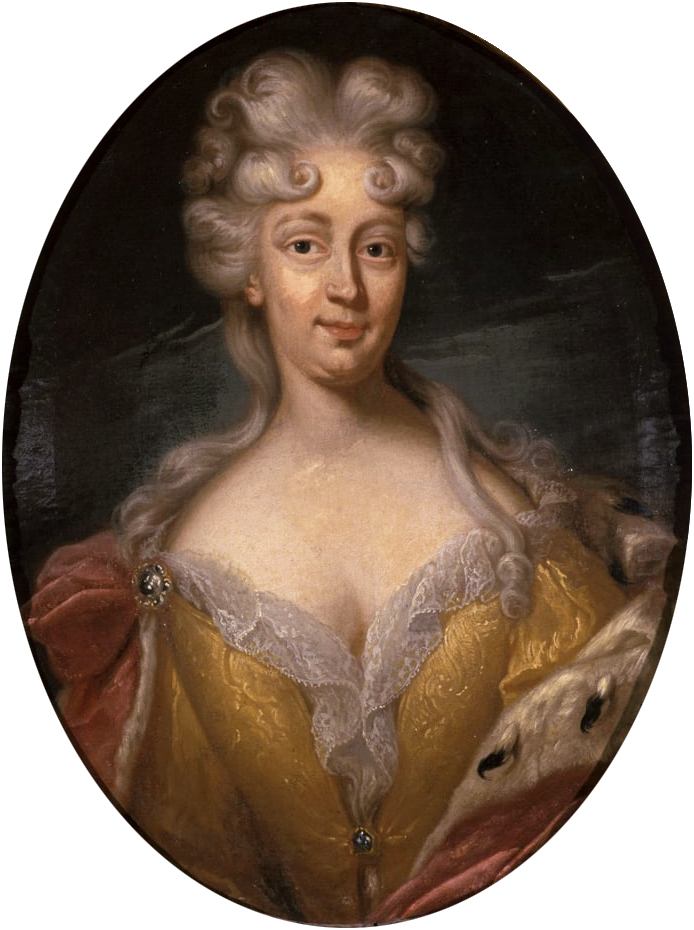
弗蕾德里克·伊莉莎白

## 家庭
1698年，弗蕾德里克·伊莉莎白與薩克森-魏森費爾斯公爵約翰·格奧爾格結婚，兩人共有兩個女兒：
1. 弗蕾德里克（1701年—1706年），夭折
2. 約翰娜·瑪格達列娜（1708年—1760年）